# Parachela hypophthalmus
Parachela hypophthalmus är en fiskart som först beskrevs av Bleeker, 1860.  Parachela hypophthalmus ingår i släktet Parachela och familjen karpfiskar. IUCN kategoriserar arten globalt som livskraftig. Inga underarter finns listade i Catalogue of Life.